# 哥伦比亚驻上海总领事馆
哥伦比亚共和国驻上海总领事馆（西班牙語：Consulado General de la República de Colombia en Shanghái）设立于中国上海市，是哥伦比亚在中国内地设立的首个总领事馆。

## 历史沿革
1989年，中国和哥伦比亚就中国在巴兰基亚设立领事馆达成协议，哥伦比亚则保留对等在中国某一城市设立领事馆的权利。2011年12月，哥伦比亚提出在上海设立总领事馆，获得中方同意。
2012年5月2日开馆，2013年6月13日举行开馆仪式，这也是入驻普陀区的首家外国驻沪总领事馆。

## 领区
领区包括上海市、江苏省、浙江省、安徽省、江西省和福建省。  

## 历任总领事
- 里卡多·加林多·布埃诺（Ricardo Galindo Bueno）：2012年-2016年[6]
- 露丝·埃莱娜·埃切韦里·古迪尼奥（Luz Helena Echeverry Gudiño）：2017年1月-2021年，女[7]
- 丹尼尔·安德烈斯·克鲁兹·卡纳斯（Daniel Andres Cruz Cárdenas）：2021年-2023年6月[8][9]
- 米格尔·阿尔贝托·戈麦斯·贝莱斯（Miguel Alberto Gómez Vélez）：2023年至今[10]